# Reading, Kansas
Reading är en ort i Lyon County i Kansas. Orten har fått sitt namn efter Reading i Pennsylvania. Vid 2010 års folkräkning hade Reading 231 invånare.